# Cierp-Gaud
Cierp-Gaud är en kommun i departementet Haute-Garonne i regionen Occitanien i södra Frankrike. Kommunen ligger i kantonen Saint-Béat som tillhör arrondissementet Saint-Gaudens. År 2022 hade Cierp-Gaud 696 invånare.

## Befolkningsutveckling
Antalet invånare i kommunen Cierp-Gaud
Referens:INSEE